# I. C. Brătianu
I. C. Brătianu est une commune du județ de Tulcea en Roumanie.